# Chi Dây gắm
Chi Dây gắm (tên khoa học Gnetum) là một chi của khoảng 30-35 loài thực vật hạt trần. Nó là chi duy nhất trong họ Dây gắm (Gnetaceae) và bộ Dây gắm (Gnetales).

## Đặc điểm chung
- Dây leo thường xanh, thân thường chia lóng và phình to ở các đốt. Lá đơn mọc đối, không có lá kèm, mép lá nguyên, gân lá lông chim.
- Nón đơn tính khác gốc, có cấu tạo hoa nguyên thủy. Từng đôi lá bắc đính liền thành vòng trên hoa tự. Hoa tự đực hình bông đơn hoặc phân nhánh, nách vòng lá bắc mang 2-4 vòng hoa. Hoa đực có bao hoa hình ống, chỉ nhị hợp, bao phấn 2 ô nứt ngang.
- Hoa tự cái hình bông đơn, nách vòng lá bắc mang 3-8 hoa. Hoa cái gồm 1 lá noãn mang 1 noãn thẳng đứng, noãn phát triển thành hạt có 3 lớp vỏ giống như một quả hạch. Phôi có 2 lá mầm.

## Các loài
- Phân nhánh Gnetum - 2 loài cây gỗ; đông nam châu Á
  - Gnetum gnemon - Rau bép
  - Gnetum costatum
- Phân nhánh Micrognemones - 2 loài dây leo; vùng nhiệt đới miền tây châu Phi
  - Gnetum africanum
  - Gnetum buchholzianum
- Phân nhánh Araeognemones - 9 loài dây leo; cùng nhiệt đới Nam Mỹ và Trung Mỹ - Ituá
  - Gnetum amazonicum
  - Gnetum camporum
  - Gnetum leyboldii
  - Gnetum nodiflorum
  - Gnetum paniculatum
  - Gnetum schwackeanum
  - Gnetum urens
  - Gnetum venosum
- Phân nhánh Cylindrostachys - khoảng 20 loài dây leo; miền nam châu Á.
  - Gnetum arboreum
  - Gnetum catasphaericum
  - Gnetum contractum
  - Gnetum cuspidatum
  - Gnetum diminutum
  - Gnetum giganteum
  - Gnetum gnemonoides
  - Gnetum gracilipes
  - Gnetum hainanense
  - Gnetum klossii
  - Gnetum latifolium - Dây gắm lá rộng
  - Gnetum leptostachyum
  - Gnetum loerzingii
  - Gnetum luofuense
  - Gnetum macrostachyum
  - Gnetum microcarpum
  - Gnetum montanum - Dây gắm
  - Gnetum neglectum
  - Gnetum oxycarpum
  - Gnetum parvifolium
  - Gnetum pendulum
  - Gnetum ridleyi
  - Gnetum tenuifolium
  - Gnetum ula

## Sử dụng
Nhiều loài thuộc chi Gnetum là ăn được, với hạt được đem nướng và lá được sử dụng như là rau ăn. Một số loài còn có công dụng như là các loại cây thuốc.